# Bośnia i Hercegowina na Zimowych Igrzyskach Olimpijskich 2010
Bośnia i Hercegowina na Zimowych Igrzyskach Olimpijskich 2010 – występ kadry sportowców reprezentujących Bośnię i Hercegowinę na zimowych igrzyskach olimpijskich w Vancouver w 2010 roku.
W kadrze znalazło się pięcioro zawodników – dwóch mężczyzn i trzy kobiety. Wystąpili oni w ośmiu konkurencjach olimpijskich w trzech dyscyplinach sportowych – biathlonie, biegach narciarskich i narciarstwie alpejskim. Reprezentanci Bośni i Hercegowiny nie zdobyli medali, ich najlepszym rezultatem w Vancouver było 36. miejsce Marko Rudicia w slalomie mężczyzn. Najmłodszym reprezentantem Bośni i Hercegowiny na igrzyskach w Vancouver był biegacz narciarski Mladen Plakalović, który w dniu otwarcia igrzysk miał 18 lat i 141 dni. Z kolei najstarszą była alpejka Žana Novaković (24 lata i 248 dni), która pełniła rolę chorążego reprezentacji podczas ceremonii otwarcia.
Był to piąty start reprezentacji Bośni i Hercegowiny na zimowych igrzyskach olimpijskich i dziesiąty start olimpijski, wliczając w to letnie występy.

## Tło startu

### Występy na poprzednich igrzyskach
Przed uzyskaniem niepodległości sportowcy z Bośni i Hercegowiny startowali w barwach Jugosławii. Ostatni występ zanotowali w 1992 roku podczas zimowych igrzysk w Albertville (w jugosłowiańskiej reprezentacji znalazł się wówczas m.in. Enis Bećirbegović). Po utworzeniu Komitetu Olimpijskiego Bośni i Hercegowiny w czerwcu 1992 roku, reprezentacja odnotowała pierwszy start olimpijski, uczestnicząc w igrzyskach w Barcelonie. W składzie znalazło się wówczas dziesięcioro sportowców – sześciu mężczyzn i cztery kobiety. Debiut Bośni i Hercegowiny w zimowych igrzyskach nastąpił dwa lata później, podczas igrzysk w Lillehammer. Kadrę stanowiło również dziesięcioro sportowców (ośmiu mężczyzn i dwie kobiety), którzy zaprezentowali się w czterech dyscyplinach sportu. 
W latach 1994–2010 Bośnia i Hercegowina wysłała swoją reprezentację na wszystkie igrzyska olimpijskie. Do igrzysk w Vancouver sportowcy z tego kraju nie zdobyli żadnego medalu olimpijskiego – ani w letnich, ani w zimowych startach. Najlepszym rezultatem osiągniętym przez nich na zimowych igrzyskach olimpijskich było 21. miejsce Enisa Bećirbegovicia w 1998 roku w Nagano w zjeździe mężczyzn.

### Występy w sezonie przedolimpijskim

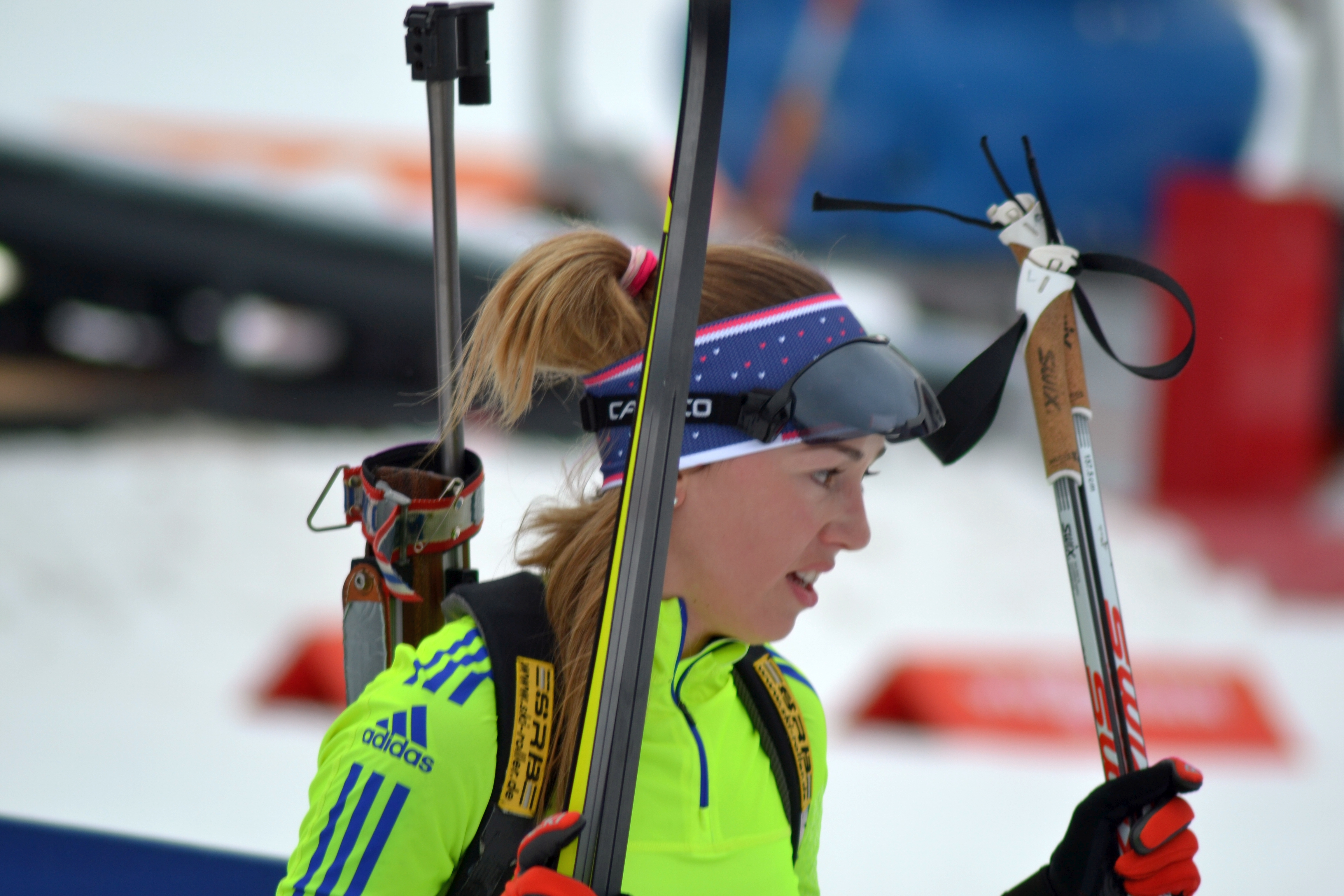
Tanja Karišik – reprezentantka Bośni i Hercegowiny w biathlonie i biegach narciarskich

W lutym 2009 roku czteroosobowa reprezentacja Bośni i Hercegowiny wzięła udział w alpejskich mistrzostwach świata w Val d’Isère. W składzie znaleźli się Maja Klepić, Žana Novaković, Marko Rudić i Slaven Badura. Bośniaccy zawodnicy wystąpili w czterech konkurencjach. W slalomie mężczyzn Rudić zajął 32. miejsce, co było najlepszym wynikiem reprezentacji, a Badura był 53. W slalomie gigancie mężczyzn Rudić i Badura nie zostali sklasyfikowani. Novaković i Klepić również wystartowały w slalomie i slalomie gigancie, żadna jednak nie została sklasyfikowana.
W sezonie przedolimpijskim odbyły się również mistrzostwa świata w biathlonie w Pjongczangu, nie wystąpiła w nich jednak Tanja Karišik. Zawodniczka wzięła natomiast udział w rozegranych w Libercu mistrzostwach świata w narciarstwie klasycznym. W reprezentacji Bośni i Hercegowiny poza nią znaleźli się również czterej mężczyźni: Mladen Plakalović, Njegoš Perišić, Mladen Starčević i Velibor Lizdek. Wszyscy wystąpili tylko w pierwszej fazie rywalizacji sprinterskiej, z której nie zakwalifikowali się do dalszej rywalizacji. Najwyższe miejsce osiągnęła Karišik, która w kwalifikacjach uplasowała się na 87. pozycji.

### Kwalifikacje olimpijskie
W marcu 2009 roku kwalifikację olimpijską w biegach narciarskich zdobyła Tanja Karišik dzięki zajęciu ósmego miejsca w zawodach FIS w Macedonii. Warunkiem uzyskania tej kwalifikacji był również udział zawodniczki w rozegranych wcześniej mistrzostwach świata w narciarstwie klasycznym w Libercu. Karišik zakwalifikowała się także do rywalizacji w biathlonie. Wymogi kwalifikacyjne w biathlonie spełnił również Nemanja Košarac. Na krótko przed igrzyskami Międzynarodowa Federacja Biathlonowa poinformowała Komitet Olimpijski Bośni i Hercegowiny, że zawodnik nie będzie mógł wystartować w zawodach olimpijskich – reprezentacja Bośni i Hercegowiny została sklasyfikowana na 38. miejscu w liście rankingowej, a relokacje kwot narodowych przyznawane były tylko do 33. miejsca. Wśród kobiet kwalifikację zdobyła także Aleksandra Vasiljević, jednak została zawieszona przez komitet i w efekcie nie została powołana do kadry olimpijskiej. Kwalifikację w narciarstwie alpejskim wywalczyły Žana Novaković i Maja Klepić wśród kobiet oraz Marko Rudić wśród mężczyzn, natomiast w biegach narciarskich minimum osiągnął Mladen Plakalović. 

### Prawa transmisyjne
Prawa do transmisji zimowych igrzyskach olimpijskich w Vancouver miał publiczny nadawca radiowo-telewizyjny w Bośni i Hercegowinie, Bosanskohercegovačka radiotelevizija (BHRT), będący członkiem Europejskiej Unii Nadawców. Transmisje prowadziła stacja o zasięgu ogólnokrajowym BHT1. Ponadto transmisje za pośrednictwem telewizji kablowej i satelitarnej oraz transmisje internetowe prowadziła stacja Eurosport.

### Delegacja olimpijska
W skład delegacji Bośni i Hercegowiny na igrzyska w Vancouver weszło szesnaście osób – sześcioro sportowców (w tym Nemanja Košarac, który ostatecznie nie wystąpił w zawodach), sześciu trenerów, trzech członków komitetu olimpijskiego oraz szef misji olimpijskiej. Szefem misji był Said Fazlagić, delegatami komitetu olimpijskiego byli: przewodniczący Izet Rađo oraz wiceprzewodniczący Marijan Kvesić i Siniša Kisić, natomiast sztab trenerski stanowili: Jože Maluš, Igor Šljuka i Rejmon Horo (narciarstwo alpejskie), Dragan Jeftović i Tomislav Lopatić (biegi narciarskie) oraz Goran Mumović (biathlon).
Pod koniec stycznia 2010 roku kadrę sportowców przyjął Željko Komšić, przewodniczący Prezydium Bośni i Hercegowiny. Pogratulował sportowcom awansu na igrzyska, życzył powodzenia i powiedział, że w starcie olimpijskim nie liczy się osiągnięty wynik, lecz sam udział i reprezentowanie kraju.
Bośniacka delegacja przybyła do Vancouver 8 lutego 2010 roku i zamieszkała w wiosce olimpijskiej w Whistler.

## Skład reprezentacji
Spośród piętnastu dyscyplin sportowych, które Międzynarodowy Komitet Olimpijski włączył do kalendarza igrzysk, reprezentacja Bośni i Hercegowiny wzięła udział w trzech. W narciarstwie alpejskim wystawiła troje swoich reprezentantów, w biegach narciarskich dwoje, natomiast w biathlonie zaprezentowała się tylko Tanja Karišik, która startowała również w biegach narciarskich.
| Biathlon (1)              |                  |                                      |                                     |                                 |                           |                          |                     |        |
| Zawodnik                  | Data urodzenia   | Miejsca na ZIO 2006                  | Miejsca na ZIO 2006                 | Miejsca na ZIO 2006             | Miejsca na ZIO 2006       | Miejsca na ZIO 2006      | Miejsca na ZIO 2006 | Źródło |
| Zawodnik                  | Data urodzenia   | sprint                               | bieg pościgowy                      | bieg masowy                     | bieg indywidualny         | sztafeta                 | sztafeta            | Źródło |
| Tanja Karišik             | 23 lipca 1991    | –                                    | –                                   | –                               | –                         | –                        | –                   | [ 24 ] |
| Biegi narciarskie (2)     |                  |                                      |                                     |                                 |                           |                          |                     |        |
| Zawodnik                  | Data urodzenia   | Miejsca na ZIO 2006                  | Miejsca na ZIO 2006                 | Miejsca na ZIO 2006             | Miejsca na ZIO 2006       | Miejsca na ZIO 2006      | Miejsca na ZIO 2006 | Źródło |
| Zawodnik                  | Data urodzenia   | sprint indywidualny technika dowolna | sprint drużynowy technika klasyczna | indywidualny technika klasyczna | indywidualny bieg łączony | indywidualny bieg masowy | sztafeta            | Źródło |
| Tanja Karišik             | 23 lipca 1991    | –                                    | –                                   | –                               | –                         | –                        | –                   | [ 24 ] |
| Mladen Plakalović         | 28 września 1991 | –                                    | –                                   | –                               | –                         | –                        | –                   | [ 25 ] |
| Narciarstwo alpejskie (3) |                  |                                      |                                     |                                 |                           |                          |                     |        |
| Zawodnik                  | Data urodzenia   | Miejsca na ZIO 2006                  | Miejsca na ZIO 2006                 | Miejsca na ZIO 2006             | Miejsca na ZIO 2006       | Miejsca na ZIO 2006      | Miejsca na ZIO 2006 | Źródło |
| Zawodnik                  | Data urodzenia   | zjazd                                | supergigant                         | slalom gigant                   | slalom                    | kombinacja               | kombinacja          | Źródło |
| Maja Klepić               | 23 maja 1988     | –                                    | –                                   | –                               | –                         | –                        | –                   | [ 26 ] |
| Žana Novaković            | 24 czerwca 1985  | –                                    | –                                   | –                               | –                         | –                        | –                   | [ 27 ] |
| Marko Rudić               | 17 stycznia 1990 | –                                    | –                                   | –                               | –                         | –                        | –                   | [ 28 ] |

### Statystyki według dyscyplin
| Lp      | Dyscyplina            | Mężczyźni | Kobiety | Łącznie |
| ------- | --------------------- | --------- | ------- | ------- |
| 1       | Biathlon              | –         | 1       | 1       |
| 2       | Biegi narciarskie     | 1         | 1       | 2       |
| 3       | Narciarstwo alpejskie | 1         | 2       | 3       |
| Łącznie | Łącznie               | 2         | 3       | 5       |

## Udział w ceremoniach otwarcia i zamknięcia igrzysk

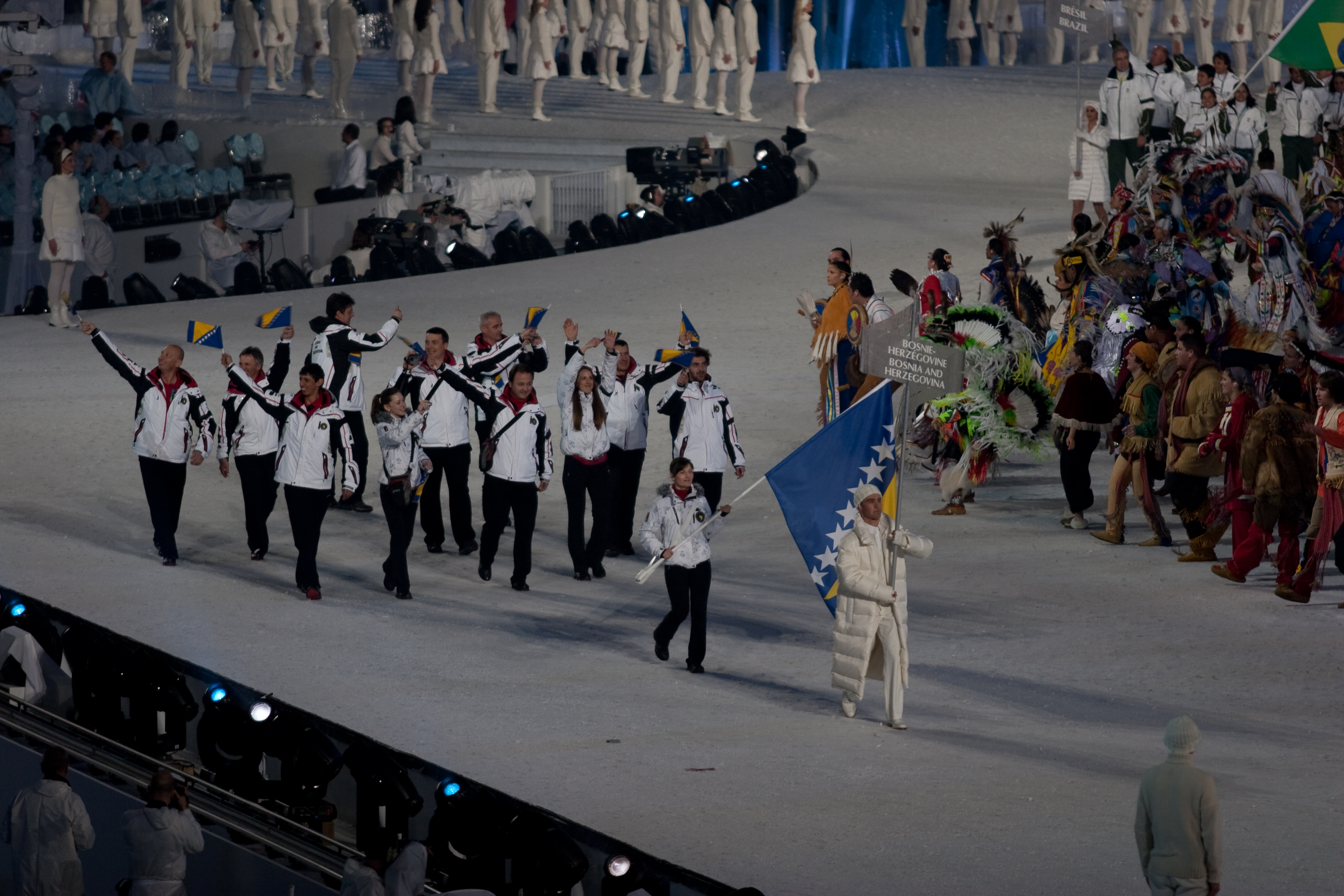
Reprezentacja Bośni i Hercegowiny podczas ceremonii otwarcia igrzysk olimpijskich w Vancouver

Rolę chorążego reprezentacji Bośni i Hercegowiny podczas ceremonii otwarcia zimowych igrzysk olimpijskich w Vancouver, przeprowadzonej 12 lutego 2010 roku w hali BC Place Stadium, pełniła narciarka alpejska Žana Novaković. Reprezentacja Bośni i Hercegowiny weszła na stadion olimpijski jako 13. w kolejności – pomiędzy ekipami z Bermudów i Brazylii. 
Komitet Olimpijski Bośni i Hercegowiny podjął decyzję, że podczas ceremonii zamknięcia, zorganizowanej 28 lutego 2010 roku, flagę Bośni i Hercegowiny będzie niósł sportowiec, który osiągnie najlepszy rezultat na igrzyskach w Vancouver. W związku z tym chorążym reprezentacji był alpejczyk Marko Rudić.

## Wyniki

### Biathlon
Zawody olimpijskie w biathlonie na igrzyskach w Vancouver przeprowadzono w dniach 13–26 lutego 2010 roku w Whistler. Reprezentacja Bośni i Hercegowiny liczyła jedną zawodniczkę – Tanję Karišik, która wystąpiła w dwóch konkurencjach rozegranych od 13 do 18 lutego.
Pierwszym startem zawodniczki był występ w sprincie, w którym zajęła ostatnie, 88. miejsce. Zaprezentowała się również w biegu indywidualnym na 15 km, jednak nie została sklasyfikowana (nie ukończyła trasy). Na trzecim pomiarze czasu plasowała się na 86. miejscu z czterema niecelnymi strzałami.
| Konkurencja                      | Zawodnik      | Wynik   | Wynik | Miejsce |
| Konkurencja                      | Zawodnik      | Czas    | Pudła | Miejsce |
| -------------------------------- | ------------- | ------- | ----- | ------- |
| Sprint kobiet – 7,5 km           | Tanja Karišik | 25:24,1 | 2+0   | 88.     |
| Bieg indywidualny kobiet – 15 km | Tanja Karišik | DNF     | DNF   | DNF     |

### Biegi narciarskie
Konkurencje biegowe na igrzyskach w Vancouver rozegrane zostały między 15 a 28 lutego 2010 roku w Whistler. Reprezentanci Bośni i Hercegowiny zaprezentowali się w biegach indywidualnych techniką dowolną (10 km kobiet i 15 km mężczyzn), które odbyły się 15 lutego.
W kadrze znaleźli się Tanja Karišik (startująca również w biathlonie) oraz Mladen Plakalović. Karišik zajęła 71. miejsce w stawce 77 sklasyfikowanych zawodniczek, do zwyciężczyni biegu – Charlotte Kalli – straciła ponad 6,5 minuty. Z kolei Plakalović zajął  78. lokatę w gronie 95 sklasyfikowanych biegaczy, tracąc ponad 6 minut do mistrza olimpijskiego – Dario Cologni. 
| Konkurencja                                         | Zawodnik          | Czas    | Miejsce |
| --------------------------------------------------- | ----------------- | ------- | ------- |
| Bieg indywidualny kobiet – 10 km techniką dowolną   | Tanja Karišik     | 31:30,4 | 71.     |
| Bieg indywidualny mężczyzn – 15 km techniką dowolną | Mladen Plakalović | 39:41,4 | 78.     |

### Narciarstwo alpejskie

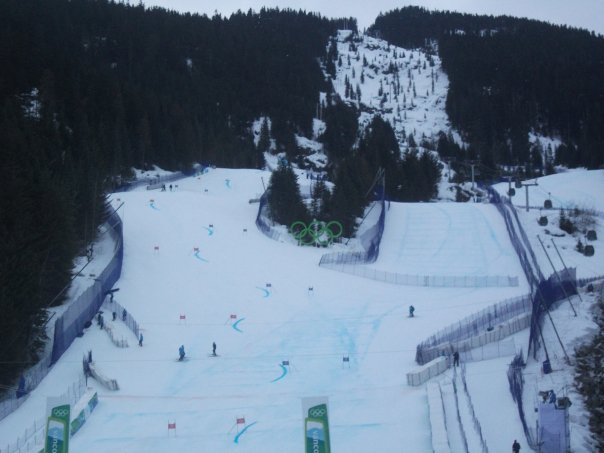
Whistler Creekside – arena zmagań narciarzy alpejskich podczas igrzysk olimpijskich w Vancouver

Rywalizacja olimpijska w narciarstwie alpejskim na igrzyskach w Vancouver odbyła się w dniach 15–27 lutego 2010 w Whistler Creekside. W reprezentacji Bośni i Hercegowiny znalazło się troje alpejczyków – jeden mężczyzna (Marko Rudić) i dwie kobiety (Maja Klepić i Žana Novaković). Zawodnicy ci wystartowali w slalomie i slalomie gigancie – konkurencjach przeprowadzonych między 23 a 27 lutego.
Pierwszą konkurencją alpejską na igrzyskach w Vancouver, w której wziął udział reprezentant Bośni i Hercegowiny, był slalom gigant mężczyzn, rozegrany 23 lutego. W rywalizacji uczestniczył Marko Rudić. W pierwszym przejeździe uzyskał 66. czas w gronie 89 sklasyfikowanych zawodników, w drugim był 58. na 81 zawodników. Łącznie dało mu to 58. miejsce ze stratą 18,53 s do mistrza olimpijskiego, Szwajcara Carlo Janki. Dzień i dwa dni później do rywalizacji w slalomie gigancie przystąpiły kobiety. W pierwszym przejeździe Žana Novaković zajęła 48., a Maja Klepić 61. miejsce w gronie 68 sklasyfikowanych zawodniczek. W drugim Novaković była 40., a Klepić 53. wśród 60 narciarek, które ukończyły przejazd. W łącznej klasyfikacji pozwoliło to Novaković zająć 41. miejsce, a Klepić dało to 52. lokatę. 
26 lutego przeprowadzono rywalizację kobiet w slalomie. Wzięły w niej udział Novaković i Klepić. Po pierwszym przejeździe Novaković plasowała się na 49., a Klepić na 56. miejscu wśród 71 sklasyfikowanych zawodniczek. W drugim przejeździe Novaković zajęła 40. miejsce, które dało jej taką samą lokatę w łącznej klasyfikacji, natomiast Klepić nie ukończyła przejazdu i nie została sklasyfikowanak. Dzień później odbyły się zawody w slalomie mężczyzn, w których uczestniczył Rudić. W pierwszej rundzie był 40. pośród 54 sklasyfikowanych alpejczyków, w drugiej zajął 33. lokatę w gronie 48 sklasyfikowanych zawodników. Łącznie pozwoliło mu to na zajęcie 36. miejsca w zawodach.
| Konkurencja            | Zawodnik       | Przejazd 1 | Przejazd 1 | Przejazd 2 | Przejazd 2 | Łącznie | Łącznie |
| Konkurencja            | Zawodnik       | Czas       | Miejsce    | Czas       | Miejsce    | Czas    | Miejsce |
| ---------------------- | -------------- | ---------- | ---------- | ---------- | ---------- | ------- | ------- |
| Slalom kobiet          | Maja Klepić    | 59,43      | 56.        | DNF        | DNF        | DNF     | DNF2    |
| Slalom kobiet          | Žana Novaković | 58,19      | 49.        | 57,76      | 40.        | 1:55,95 | 40.     |
| Slalom gigant kobiet   | Maja Klepić    | 1:27,37    | 61.        | 1:22,97    | 53.        | 2:50,34 | 52.     |
| Slalom gigant kobiet   | Žana Novaković | 1:22,77    | 48.        | 1:18,02    | 40.        | 2:40,79 | 41.     |
| Slalom mężczyzn        | Marko Rudić    | 53,70      | 40.        | 55,46      | 33.        | 1:49,16 | 36.     |
| Slalom gigant mężczyzn | Marko Rudić    | 1:26,85    | 66.        | 1:29,51    | 58.        | 2:56,36 | 58.     |